# Таканава (полуостров)
Таканава (яп. 高縄半島 таканава-ханто:) — полуостров в Японии на острове Сикоку, в центральной части префектуры Эхиме.
Полуостров омывается водами Внутреннего Японского моря: на востоке — плёсом Хиути-нада, на севере — проливом Курусима-Кайкё, на западе — плёсом Ицуки-нада. Большая часть полуострова гористая. На востоке расположена равнина Сюсо (周桑平野), на севере — равнина Имабари (今治平野), на западе — равнина Мацуяма. В основании полуострова проходит Медианная тектоническая линия.
Протяжённость полуострова в западно-восточном направлении составляет около 10 км.
Наивысшей точкой полуострова является вулкан Хигаси-Самбогамори (東三方ヶ森, 1233 м), также есть вершины Нарабара (楢原山, 1042 м), Мёдзингамори (明神ヶ森, 1217 м). На западе полуострова расположена гора Таканава (高縄山, 986 м), на которой стоит средневековый храм Таканава-дэра. С нагорья стекают реки Накаяма (中山川), Даймёдзин (大明神川), Тонда(頓田川), Содзя (蒼社川), Сигенобу и другие; на многих были построены плотины и водохранилища.
По полуострову пролегают дорога национального значения № 196 и железнодорожная линия Ёсан.
Мост Курусима-Кайкё соединяет полуостров с островом Осима.
На полуострове расположены города Имабари и Мацуяма. Самой северной точкой полуострова является мыс Осуми-хана.